# Hans-Peter Zwicker
Hans-Peter Zwicker (Sankt Gallen, 7 april 1960) is een voormalig profvoetballer uit Zwitserland die speelde als aanvaller.

## Clubcarrière
Zwicker speelde onder meer voor SC Brühl, FC Zürich en Lausanne Sports. Hij won één keer de Zwitserse landstitel met FC Zürich. Zwicker beëindigde zijn loopbaan in 1989 bij Neuchâtel Xamax.

## Interlandcarrière
Zwicker speelde in totaal 26 officiële interlands (één doelpunt) voor Zwitserland. Onder leiding van bondscoach Léo Walker maakte hij zijn debuut op 16 december 1980 in de vriendschappelijke wedstrijd tegen Argentinië (5-0) in Córdoba.

## Erelijst
FC Zürich
- Zwitsers landskampioen

1981